# Durward Knowles
Sir Durward Randolph Knowles (ur. 2 listopada 1917 w Nassau, zm. 24 lutego 2018 tamże) – bahamski żeglarz, ośmiokrotny olimpijczyk, mistrz olimpijski z Tokio (1964), mistrz świata (1947).

## Kariera sportowa
Ośmiokrotnie startował na igrzyskach olimpijskich w klasie Star, zdobywając jeden złoty (1964) i jeden brązowy (1956) medal (były to pierwsze medale dla Bahamów w historii igrzysk). W 1988 był chorążym reprezentacji Bahamów w ceremonii otwarcia Igrzysk Olimpijskich. W 1948 występował w barwach Wielkiej Brytanii, od kolejnych igrzysk już jako reprezentant Bahamów
- 1948: 4 m. (ze Sloane’em Farringtonem)
- 1952: 5 m. (ze Sloane’em Farringtonem)
- 1956: 3 m. (ze Sloane’em Farringtonem)
- 1960: 6 m. (ze Sloane’em Farringtonem)
- 1964: 1 m. (z Cecilem Cooke’em)
- 1968: 5 m. (z Percym Knowlesem – swoim bratem przyrodnim)
- 1972: 13 m. (z Montague Higgsem
- 1988: 19 m. (ze Stevenem Kellym)

Na mistrzostwach świata w klasie Star wywalczył cztery medale:
- 1946: 3 m. (z Basilem Kellym)
- 1947: 1 m. (ze Sloane’em Farringtonem)
- 1954: 2 m. (ze Sloane’em Farringtonem)
- 1974: 3 m. (z Geraldem Fordem)

W 1959 zwyciężył w klasie Star na igrzyskach panamerykańskich (ze Sloane’em Farringtonem).
W 1964 został Oficerem Orderu Imperium Brytyjskiego. W 1996 otrzymał tytuł szlachecki, w 1997 Order of Merit of the Bahamas.
Olimpijczykami byli jego brat przyrodni Percy oraz bratankowie Andy i Bruce, a także syn Andy’ego – Jeremy.